# Urdă
L'Urdă és un producte lacti típic romanès que s'obté bullint el sèrum que queda després de preparar la quallada. L'Urda es considera un tipus de formatge.
Té una textura suau i cruixent. És similar al formatge italià "ricotta", ric en proteïnes i baix en greixos.

## Mètode de preparació
Per fer urda, cal bullir durant una hora a temperatura entre 85 i 90° el sèrum que queda després de la preparació de la quallada dolça. Al llarg de l'ebullició, el sèrum s'agita contínuament amb una cullera de fusta, de manera que no s'enganxi al fons de la caldera i es fumi. Gradualment, els trossos d'urda surten a la superfície de la caldera, on es recullen amb una cullera i s'escorren durant 10-12 hores, període durant el qual es treu tot el sèrum. Entre 10-12 litres de sèrum, normalment es produeixen 1 quilo d'urda.